# Teodosio I el Grande
Teodosio I (en latín, Theodosius, Cauca o Itálica, 11 de enero de 347 - Milán, 17 de enero de 395), también conocido como Teodosio el Grande, fue emperador romano desde el 19 de enero de 379 hasta su muerte. Durante su reinado afrontó y superó una guerra contra los godos y dos guerras civiles, y fue clave para establecer el credo niceno como la ortodoxia del cristianismo. También fue el último emperador en gobernar todo el Imperio Romano desde 394 hasta su muerte, cuando la administración del estado romano se dividió permanentemente entre dos cortes separadas, una occidental y la otra oriental.
Nacido en Hispania, Teodosio era hijo de un general de alto rango, bajo cuya dirección ascendió en las filas del ejército. En 374, ya ostentaba un mando independiente en Mesia, donde tuvo cierto éxito contra los invasores sármatas. No mucho después, se vio obligado a retirarse y su padre fue ejecutado en circunstancias oscuras, pero Teodosio pronto recuperó su posición tras algunas intrigas y ejecuciones en la corte del emperador Graciano. En 379, después de que el emperador romano oriental Valente pereciera en la batalla de Adrianópolis contra los godos, Graciano lo nombró para sucederlo y hacerse cargo del ejército en un momento peligroso. Los insuficientes recursos del nuevo emperador y sus ejércitos ya agotados no fueron suficientes para expulsar a los invasores y, en 382, a los godos se les permitió establecerse al sur del río Danubio como aliados autónomos del Imperio. En 386, Teodosio firmó un tratado con el Imperio sasánida, que dividió el largamente disputado Reino de Armenia y aseguró una paz duradera entre las dos potencias.
Teodosio era un firme partidario de la doctrina cristiana de la consubstancialidad y un oponente del arrianismo. Convocó un concilio de obispos en Constantinopla en 381 que confirmó la primera como ortodoxia y la segunda como herejía. Aunque interfirió poco en el funcionamiento de los cultos paganos tradicionales y nombró a no cristianos para altos cargos, no fue capaz de prevenir ni tampoco castigó los daños causados a varios templos helenísticos de la antigüedad clásica, como el Serapeum de Alejandría, destruido en enfrentamientos entre cristianos y paganos a raíz de la aplicación de la legislación teodosiana antipagana por el obispo Macellus. Durante los primeros años de su reinado, gobernó las provincias orientales, mientras que el oeste fue supervisado por los emperadores Graciano y Valentiniano II, con cuya hermana Gala se casó. Teodosio patrocinó varias medidas para embellecer su capital y residencia principal, Constantinopla, sobre todo la ampliación del Foro Tauri, que se convirtió en la plaza pública más grande conocida en la antigüedad. Emprendió dos campañas militares hacia el oeste, en 388 y 394, después de que Graciano y Valentiniano fueran asesinados, para derrotar a los dos pretendientes, Magno Máximo y Eugenio, que se alzaron para reemplazarlos. La victoria final de Teodosio en septiembre de 394 lo convirtió en emperador único del Imperio, pero murió unos meses después y fue sucedido por sus dos hijos, Arcadio en la mitad oriental del imperio y Honorio en el oeste. Había sido investido como Dominus Noster Flavius Theodosius Augustus al acceder a la dignidad imperial y fue deificado tras su muerte como Divus Theodosius.
La historiografía tradicional ha considerado a Teodosio un administrador diligente, austero en sus hábitos, misericordioso y un cristiano devoto. En los siglos posteriores a su muerte, fue considerado un firme defensor de la ortodoxia cristiana que derrotó decisivamente el paganismo. Los estudiosos modernos de su figura, sin embargo, consideran esto como una interpretación de la historia de los escritores cristianos más que como una representación precisa de la verdad histórica. Asimismo, se le reconoce el mérito de obrar un renacimiento del arte clásico que algunos historiadores han denominado el «renacimiento teodosiano». Aunque su pacificación de los godos aseguró la paz para el Imperio durante su reinado, su estatus como pueblo autónomo dentro de las fronteras romanas causó problemas a los emperadores sucesivos. Teodosio también ha recibido críticas por defender sus propios intereses dinásticos a costa de dos guerras civiles. Sus dos hijos demostraron ser gobernantes débiles e incapaces, y reinaron durante un período de invasiones extranjeras e intrigas cortesanas que debilitaron fuertemente al Imperio. Sus descendientes gobernaron el mundo romano durante las siguientes seis décadas, y la división este-oeste duró hasta la caída del Imperio romano de Occidente a finales del siglo V.

## Orígenes y carrera militar

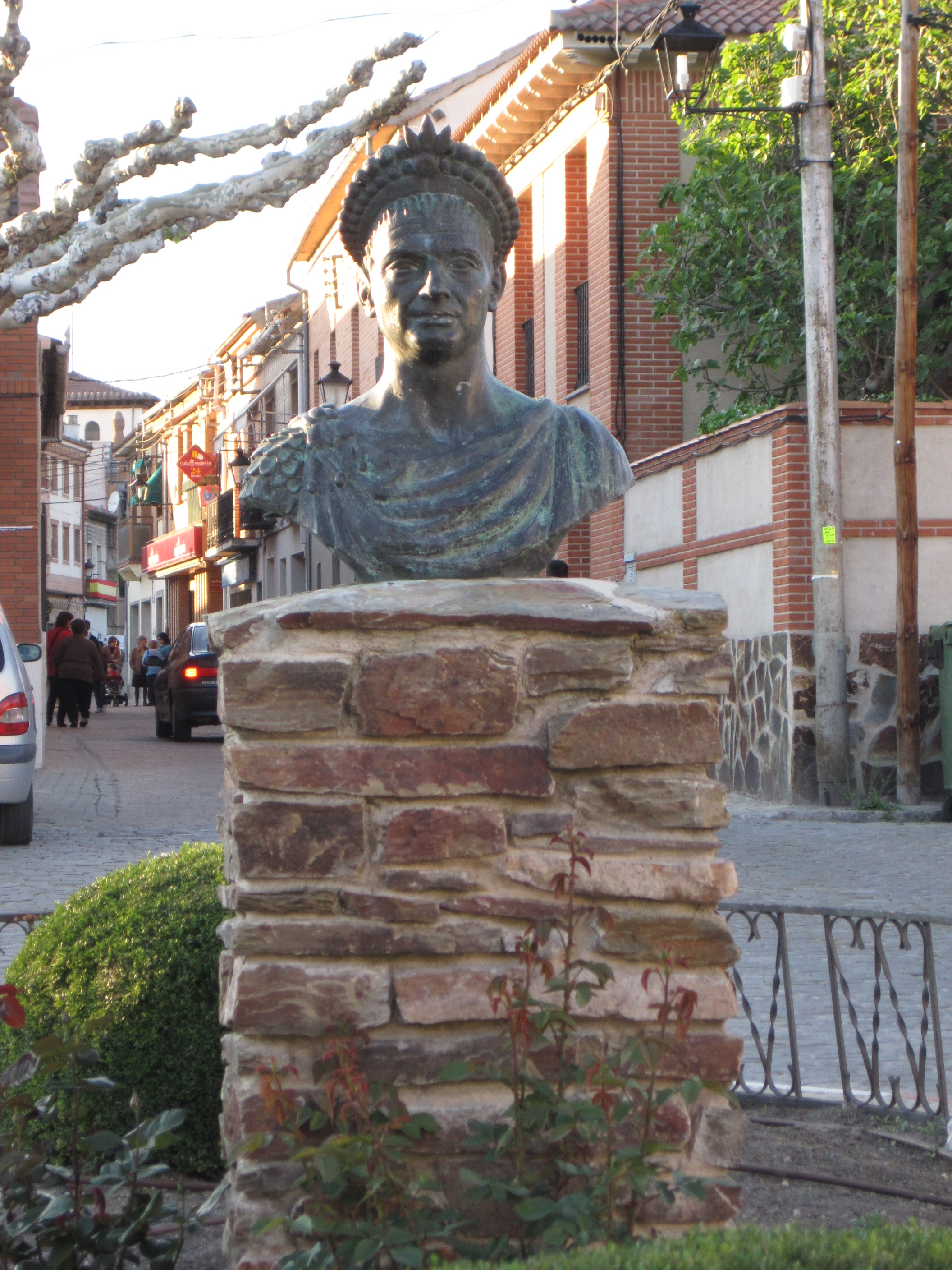
Busto de Teodosio I en la localidad segoviana de Coca (España), donado por Cándido López Sanz.

Teodosio nació en Hispania, en Cauca (actual Coca) o en Itálica o sus alrededores, hijo de un oficial militar, Teodosio el Viejo, conocido en la época como el comes Theodosius. Acompañó a su padre a Britania para ayudar a acabar con la Gran Conspiración en 368. Era comandante militar (dux) de Mesia, una provincia romana en el Danubio inferior, en 374. Sin embargo, poco después, y alrededor de la época de la repentina caída en desgracia y ejecución de su padre, Teodosio se retiró a Hispania. La razón de su retirada, y la relación, si es que la había, entre él y la muerte de su padre no queda clara. Es posible que fuera cesado en su mando por el emperador Valentiniano I después de la pérdida de dos de las legiones de Teodosio ante los sármatas a finales de 374.
La muerte de Valentiniano I en 375 creó un pandemónium político. Temiendo más persecuciones debido a sus relaciones familiares, Teodosio se retiró a sus propiedades hispanas, donde se adaptó a la vida de un patricio de provincias.
Desde 364 hasta 375 el Imperio romano estuvo gobernado por dos coemperadores, los hermanos Valentiniano I y Valente; cuando Valentiniano murió en 375, sus hijos, Valentiniano II y Graciano, le sucedieron como gobernantes del Imperio romano de Occidente. En 379, después de que Valente muriera en la batalla de Adrianópolis, Graciano, para sustituir al emperador caído, nombró a Teodosio co-augusto de Oriente. A su vez Graciano fue asesinado en una rebelión en 383, tras lo que Teodosio designó a su hijo mayor, Arcadio, co-augusto para Oriente. Después de la muerte en 392 de Valentiniano II, a quien Teodosio había apoyado contra una serie de usurpadores, Teodosio gobernó como emperador único, nombrando co-augusto para Occidente a su hijo menor Honorio (en Milán, el 23 de enero de 393), y derrotando al usurpador Eugenio el 6 de septiembre de 394, en la batalla del Frígido (río Vipava, actual Eslovenia).

## Descendencia
De su primera esposa, la probablemente hispana Aelia Flacila Augusta, tuvo dos hijos, Arcadio y Honorio y una hija, Aelia Pulqueria; Arcadio fue su heredero en Oriente y Honorio en Occidente. Tanto Aelia Flacila como Pulqueria murieron en 385.
Su segunda esposa, nunca declarada Augusta, fue Gala, hija del emperador Valentiniano I y su tercera esposa Justina. Teodosio y Gala tuvieron tres hijos que fueron un niño, Graciano, nacido en 388 que murió joven y una hija, Aelia Gala Placidia (392–450). Placidia fue la única descendiente que llegó a adulta y más tarde se convirtió en emperatriz; un tercer hijo, un niño llamado Juan, murió con su madre durante el parto en 394.
El sucesor de Arcadio (r. 395-408) en Oriente fue su hijo Teodosio II (r. 408-450). Honorio (r. 395-423) no tuvo hijos y, tras su muerte, el trono de Occidente pasó al hijo de Gala Placidia, Valentiniano III (r. 425-455). Valentiniano casó con Licinia Eudoxia, hija de Teodosio II y tuvo dos hijas con ella, Eudocia, quien casó con el príncipe vándalo Hunerico, y Placidia, quien casó con el futuro emperador Olibrio (r. 472). El trono de Oriente pasó a Marciano (r. 450-457) mediante su matrimonio con Pulqueria, la hermana de Teodosio II. Valentiniano III fue asesinado en 455 y sucedido brevemente por Petronio Máximo (r. 455), quien para legitimar su trono se casó con la viuda de Valentiniano III e hija de Teodosio II. Con las muertes de Valentiniano III (455), Petronio Máximo (455) y Marciano (457) se extinguió la dinastía Teodosiana, tanto en Oriente como en Occidente.

## Política diplomática con los godos

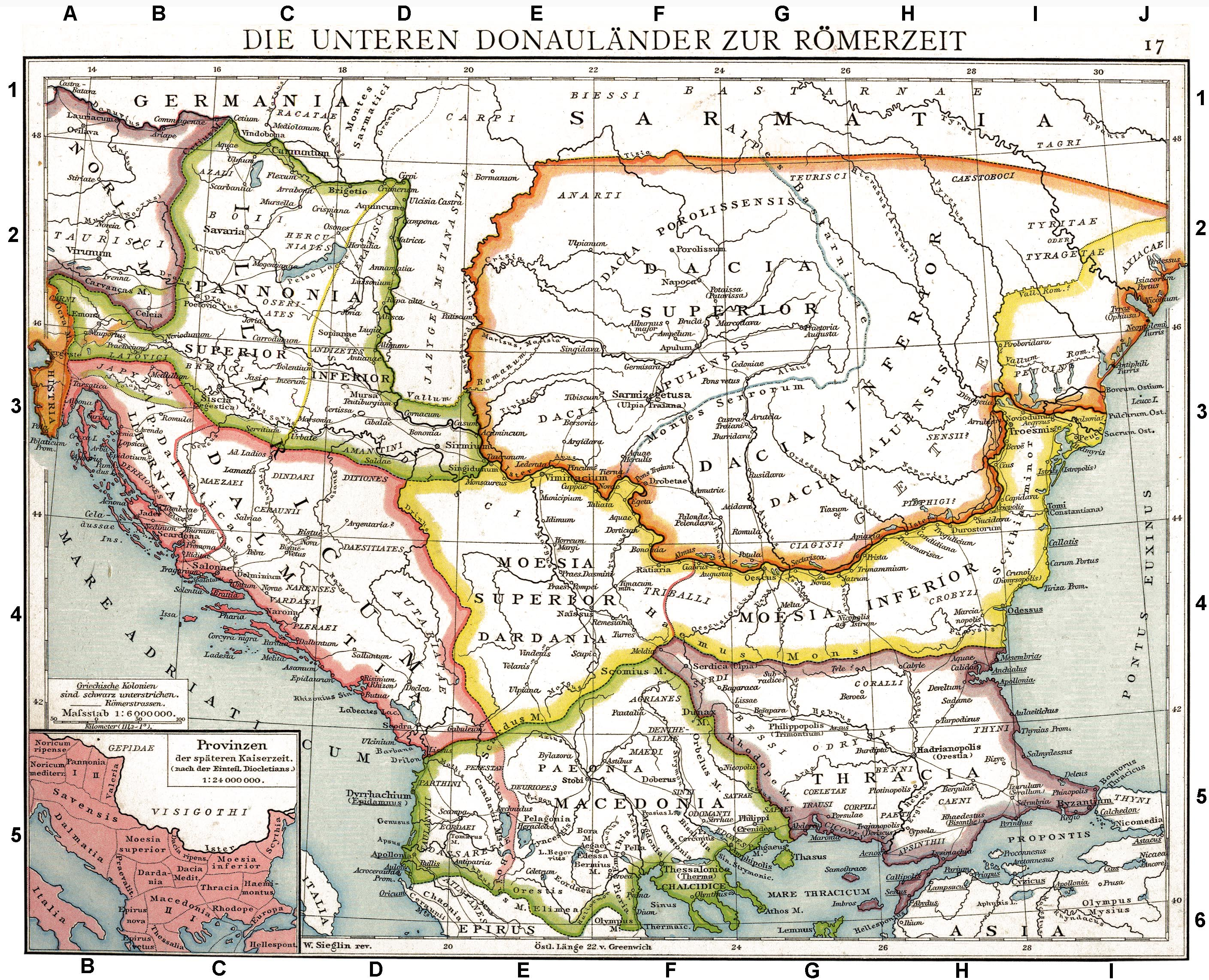
Provincias romanas a lo largo del Danubio mostrando Dacia, Mesia y Tracia, con Sarmatia al norte y Germania al noroeste.

Los godos y sus aliados, vándalos, taifalos, bastarnos y los nativos carpianos, afianzados en las provincias de Dacia, Panonia inferior oriental absorbieron la atención de Teodosio. La crisis gótica fue tan profunda que su coemperador Graciano renunció al control de las provincias ilirias y se retiró a Tréveris en la Galia para dejar que Teodosio actuara sin estorbos. Una gran debilidad en la posición romana tras la derrota de Adrianópolis fue el reclutamiento de los bárbaros para luchar contra otros bárbaros. Para reconstruir el Ejército romano de Oriente, Teodosio necesitaba encontrar soldados capacitados y así se volvió hacia los hombres más cualificados que tenía a mano: los bárbaros recientemente establecidos en el Imperio. Esto causó muchas dificultades en la batalla contra los bárbaros pues los combatientes recientemente reclutados tenían poca o ninguna lealtad hacia Teodosio.
Teodosio se vio forzado al costoso expediente de embarcar sus reclutas a Egipto y reemplazarlos con romanos más experimentados, pero aún había cambios de alianzas que produjeron reveses militares. Graciano envió generales a limpiar las diócesis de Iliria de godos (Panonia y Dalmacia), y Teodosio fue capaz, finalmente, de entrar en Constantinopla el 24 de noviembre de 380, después de dos campañas. Los tratados finales con el resto de las fuerzas godas, firmados el 3 de octubre de 382, permitieron a amplios contingentes de godos principalmente tervingios establecerse a lo largo de la frontera danubiana meridional en la provincia de Tracia y gobernarse a sí mismos con bastante amplitud.

Los godos entonces establecidos dentro del imperio tuvieron, como resultado de los tratados, obligaciones militares de luchar por los romanos como un contingente nacional, en lugar de integrarse completamente en las fuerzas romanas. Sin embargo, muchos godos servirían en legiones romanas y otros como foederati, durante campañas individuales; mientras que bandas de godos de cambiante lealtad se convirtieron en un factor desestabilizador en las luchas intestinas por el control del Imperio. En los últimos años del reinado de Teodosio, uno de los líderes emergentes llamado Alarico, participó en la campaña de Teodosio contra Eugenio en 394, sólo para regresar a su comportamiento rebelde contra el hijo de Teodosio y sucesor en Oriente, Arcadio, poco después de la muerte de Teodosio.

## Guerras civiles en el Imperio

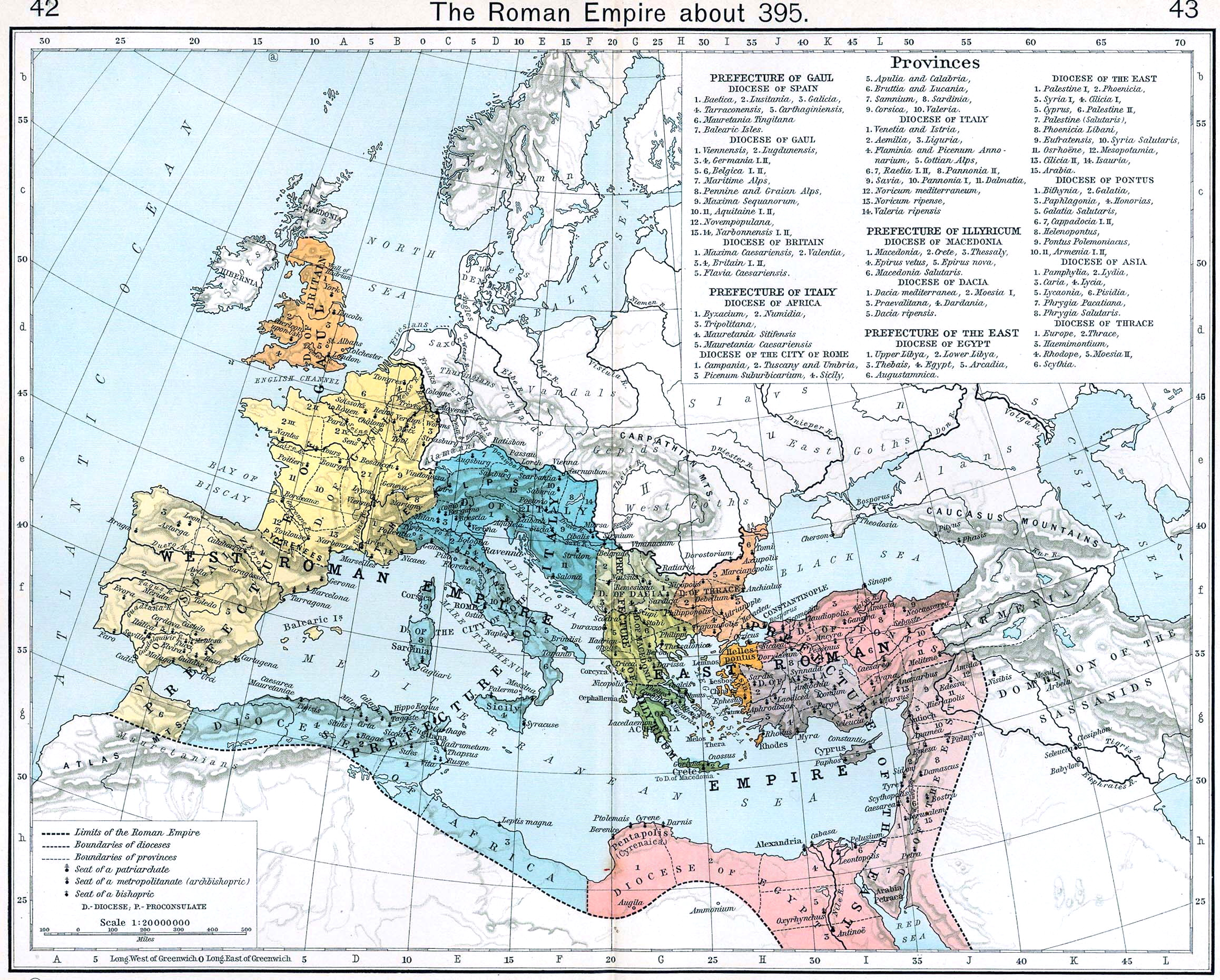
Las divisiones administrativas del Imperio romano en 395, bajo Teodosio I.

Después de la muerte de Graciano en 383, el interés de Teodosio se centró en el Imperio romano de Occidente puesto que el usurpador Magno Máximo había tomado todas las provincias de Occidente salvo Italia. La amenaza autoproclamada era hostil a los intereses de Teodosio, puesto que el emperador reinante, Valentiniano II, enemigo de Máximo, era su aliado. Teodosio, sin embargo, fue incapaz de hacer gran cosa con Máximo debido a su aún inadecuada capacidad militar y se vio forzado a mantener su atención en asuntos locales. Sin embargo, cuando Máximo comenzó la invasión de Italia en 387, Teodosio se vio forzado a entrar en acción. Los ejércitos de Teodosio y Máximo se encontraron en 388 en Poetovio y Máximo fue derrotado. El 28 de agosto de 388 Máximo fue ejecutado.

### «La primera guerra de religión»: el triunfo definitivo del cristianismo sobre el paganismo
El 15 de mayo de 392 Valentiniano II, a quien Teodosio había confiado el gobierno de Occidente como coemperador, fue encontrado ahorcado en su residencia en la ciudad de Vienne en la Galia. Arbogastes, el magister militum y tutor de Valentiniano nombrado por Teodosio, lo atribuyó a un suicidio. Como ambos habían mantenido constantes disputas y Valentiniano se había quejado del control de Arbogastes sobre él a Teodosio, este creyó, o al menos sospechó, que Arbogastes estaba mintiendo y que había tramado la desaparición de Valentiniano. Según Paul Veyne, «Arbogastes era pagano y ambicioso» y «una vez se hubo librado (¿muerte o suicidio?) de su joven soberano, se dispuso a erigirse en amo y señor de esa mitad del Imperio». Pero su condición de bárbaro le impedía ser emperador y entonces eligió a un letrado y alto funcionario llamado Eugenio como sucesor de Valentiniano II mientras él ejercería realmente el poder. Encontró el apoyo de la aristocracia pagana de Italia que mantenía el recuerdo de Juliano el Apóstata y que quería acabar con el «ateísmo» cristiano. Pero Teodosio no reconoció a Eugenio y «a ambos lados hubo preparativos de guerra, y el conflicto de legitimidad pasó a convertirse en un duelo a muerte del paganismo y el cristianismo».
Aunque era cristiano, Eugenio aceptó todas las medidas que se tomaron para restablecer el paganismo, como en los tiempos de Juliano el Apóstata. El culto tradicional romano fue restaurado y se devolvieron a los templos las riquezas de las que habían sido despojados para entregarlas a las iglesias. Arbogastes estaba convencido de su triunfo porque así se lo había asegurado un augur. Por su parte, Teodosio consultó con un eremita famoso, Juan de Licópolis, que le vaticinó la victoria, y tomó una decisión definitiva y radical: prohibió para siempre todo tipo de sacrificios y de culto paganos, incluidos los ritos domésticos ofrecidos a los lares y penates. En enero de 393, Teodosio dio a su hijo Honorio el rango pleno de augusto de Occidente, certificando la falta de legitimidad de Eugenio.
Los dos ejércitos se encontraron en la batalla del Frígido. Comenzó el 5 de septiembre de 394 con un asalto frontal total por parte de Teodosio contra las fuerzas de Arbogastes y Eugenio. Teodosio fue repelido y Arbogastes y Eugenio pensaron que la batalla estaba acabada. En el campo de Teodosio la derrota de ese día disminuyó la moral. Se dice que Teodosio recibió la visita de dos «jinetes celestiales vestidos todo de blanco» que le dieron ánimos. Al día siguiente, la batalla volvió a empezar y las fuerzas de Teodosio se vieron ayudadas por un fenómeno natural conocido como la bora, que produce vientos ciclónicos. La bora sopló directamente contra las fuerzas de Arbogastes y Eugenio y rompió la línea y su campo fue tomado por asalto. Eugenio fue capturado y decapitado —Arbogastes se suicidó—. Así Teodosio se convirtió en el único emperador.
La victoria de Teodosio en la batalla del Frígido, durante la cual los soldados cristianos derribaron las estatuas de Júpiter que había erigido el ejército de Arbogastes y Eugenio, trajo consigo una «revolución religiosa», «un acontecimiento mundial»: el final del paganismo. Como ha destacado Paul Veyne, «la derrota del río Frigidus supuso la muerte del partido pagano, que, desanimado, ya no levantó cabeza. Nunca más intentó ni reivindicó nada... El cristianismo se había convertido en religión de Estado».

## Teodosio el mecenas

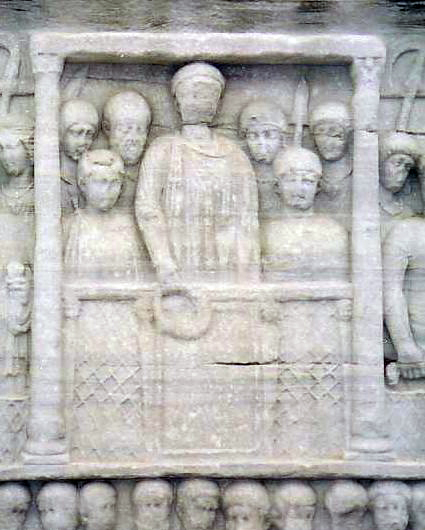
Teodosio ofrece una corona de laurel al vencedor, en la base de mármol del obelisco de Tutmosis III en el Hipódromo de Constantinopla.

Teodosio supervisó la retirada en 390 de un obelisco egipcio de Alejandría y su envío a Constantinopla. Actualmente es conocido como el obelisco de Teodosio y aún permanece en pie en el Hipódromo, que era el centro de la vida pública de Constantinopla y escena de confusión política. Volver a erigir el monolito fue un desafío para la tecnología que se había afinado en la construcción de armas de asedio. El obelisco, aún reconocible como un símbolo solar, se había trasladado desde Karnak a Alejandría junto con el que hoy es el obelisco laterano de Constancio II. El obelisco laterano fue embarcado a Roma poco después, pero el otro pasó toda una generación tendido en los muelles debido a la dificultad que representaba intentar embarcarlo hacía Constantinopla, y, después, el obelisco se fragmentó en el tránsito hacia esa ciudad. La base de mármol blanco está totalmente cubierta por bajorrelieves documentando la casa Imperial y la hazaña de ingeniería de trasladarlo a Constantinopla. Teodosio y la familia imperial están separados de los nobles entre los espectadores en el palco imperial con una cubierta sobre ellos como signo de su estatus. El naturalismo del arte romano tradicional en semejantes escenas dio paso en estos relieves a un arte conceptual: la idea de orden, decoro y rango respectivo, expresado en apretadas hileras de caras. De esta manera se empieza a poner de manifiesto que los temas formales comienzan a desbancar los detalles transitorios de la vida mundana, celebrados en los retratos paganos. El cristianismo acababa de ser adoptado como la nueva religión de estado.
El Forum Tauri de Constantinopla fue rebautizado y redecorado como el foro de Teodosio, incluyendo una columna y un arco de triunfo en su honor.

## Política religiosa

### Ortodoxia y arrianismo
En el siglo IV, la Iglesia cristiana estaba dividida por la controversia sobre la divinidad de Jesucristo, su relación con Dios Padre y la naturaleza de la Trinidad.
En 325, Constantino I convocó el concilio de Nicea, que afirmó que Jesús, el Hijo, era igual al Padre, uno con el Padre, y de la misma sustancia (homoousios en griego). El concilio condenó las enseñanzas del teólogo Arrio quien creía que el Hijo fue creado inferior a Dios Padre, y que el Padre y el Hijo eran de una sustancia similar (homoios en griego) pero no idéntica (véase Antitrinitarismo), afirmó que Dios Padre creó al Hijo. Esto significaba que el Hijo, aunque todavía era visto como divino, no era igual al Padre, porque tuvo un principio y no era eterno. Padre e Hijo eran, por tanto, semejantes pero no de la misma esencia. Esta cristología se extendió rápidamente por Egipto y Libia y las demás provincias romanas. A pesar de la decisión del concilio, continuó la controversia. Al tiempo del ascenso de Teodosio, había aún varias facciones eclesiásticas que promocionaban una cristología alternativa.
Aunque ninguno de los principales clérigos dentro del Imperio, que usaban la fórmula nicena homoiousios, se adhirieron explícitamente a Arrio, presbítero de Alejandría (Egipto), o sus enseñanzas, aún había algunos que intentaban eludir el debate diciendo simplemente que Jesús era como (homoios en griego) Dios Padre, sin hablar de sustancia (ousia). Todos estos no nicenos frecuentemente eran denominados arrianos, esto es, seguidores de Arrio, por sus oponentes, aunque ellos mismos no se habrían identificado como tales.

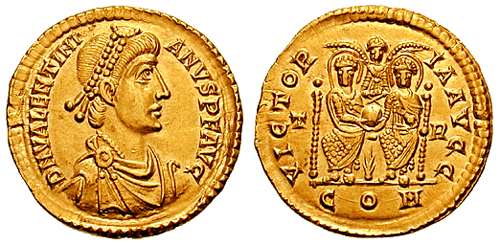
En el reverso de esta moneda acuñada bajo Valentiniano II co-gobernante de Teodosios en 379-392, tanto Valentiniano como Teodosio son representados con halos.

El emperador Valente había favorecido al grupo que usaba la fórmula homoios; esta teología fue prominente en gran parte del Este y, bajo Constancio II, se estableció en Occidente, siendo ratificada por el Concilio de Rímini, aunque luego fue abjurada por la mayoría de los obispos occidentales, después de la muerte de Constancio II en 361. Teodosio, por su parte, seguía de cerca el credo niceno que era la interpretación dominante en Occidente y sostenida por la importante iglesia de Alejandría.
El 26 de noviembre de 380, dos días después de haber llegado a Constantinopla, Teodosio expulsó al obispo no niceno, Demófilo de Constantinopla, y nombró a Melecio patriarca de Antioquía, y Gregorio Nacianceno, uno de los Padres capadocios de Antioquía (hoy en Turquía), patriarca de Constantinopla. Teodosio acababa de ser bautizado, por el obispo Acolio de Tesalónica, durante una severa enfermedad, como era frecuente en el cristianismo primitivo.
El 27 de febrero de 380 él, Graciano y Valentiniano II publicaron un edicto para que todos sus súbditos profesaran la fe de los obispos de Roma y Alejandría (esto es, la fe nicena). El edicto fue principalmente una ofensiva contra las diversas creencias que habían surgido fuera del cristianismo niceno, tales como los macedonios, arrianos, anomeos y novacianos. El texto exacto de este decreto, reunido en el Codex Theodosianus XVI.1.2, fue:

Es nuestro deseo que todas las diversas naciones que están sometidas a nuestra Clemencia y Moderación, deben continuar en la profesión de esa religión que fue transmitida a los romanos por el divino apóstol Pedro, tal como ha sido conservada por la fiel tradición y que actualmente es profesada por el Pontífice Dámaso y por Pedro, Obispo de Alejandría, un hombre de santidad apostólica. De acuerdo con la enseñanza apostólica y la doctrina del Evangelio, creemos en una sola deidad del Padre, el Hijo y el Espíritu Santo, en igual majestad y en una santa trinidad. Autorizamos a los seguidores de esta ley que asuman el título de católicos cristianos; pero por lo que se refiere a los otros, pues, en nuestro juicio ellos son locos insensatos, decretamos que sean señalados con el ignominioso nombre de herejes, y no pueden pretender dar a sus conventículos el nombre de iglesias. Ellos sufrirán en primer lugar la reprensión de la condena divina y en segundo lugar el castigo de nuestra autoridad que de acuerdo con el deseo del Cielo decidirá infligir.
Henry Bettenson (1967, p. 22)

En mayo de 381, Teodosio convocó un nuevo concilio ecuménico en Constantinopla para reparar el cisma entre Oriente y Occidente sobre la base de la ortodoxia nicena. «El concilio pasó a definir la ortodoxia, incluida la tercera persona de la Trinidad, el Espíritu Santo, como igual al Padre y 'procediendo' de Él, mientras que el Hijo fue 'engendrado' de Él». El concilio también «condenó las herejías apolinarias y macedonias, clarificó las jurisdicciones eclesiásticas según las fronteras civiles de las diócesis y decidió que Constantinopla era la segunda en precedencia respecto a Roma».
Con la muerte de Valente, el protector de los arrianos, su derrota probablemente dañó el prestigio de la facción homoiana.

### Actitud frente al paganismo

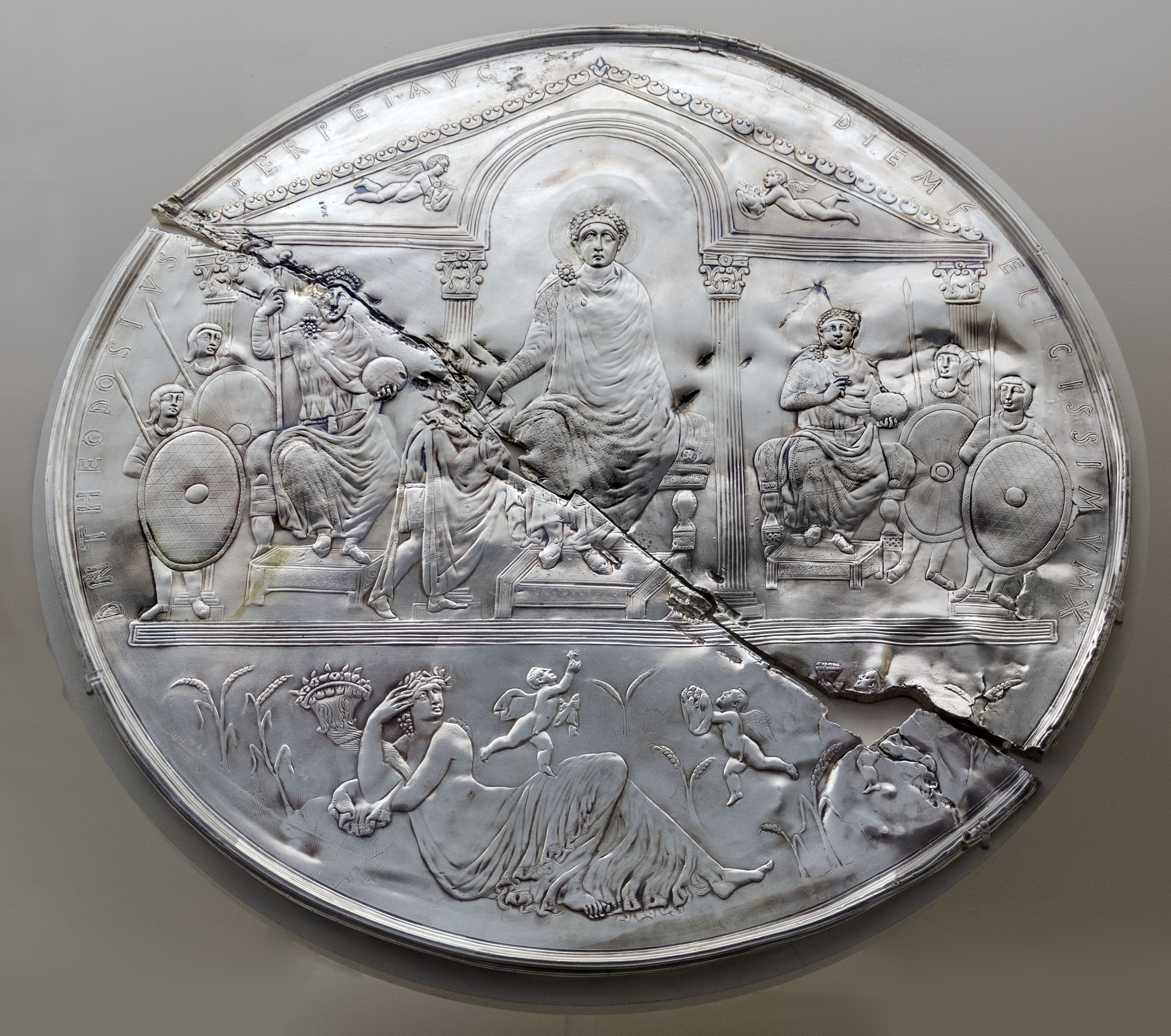
Disco de Teodosio, Museo Nacional de Arte Romano de Mérida, réplica del original que fue hallado en Almendralejo en 1847 y se custodia en la Real Academia de la Historia en Madrid.

Teodosio parece haber adoptado una política cautelosa hacia los cultos tradicionales no cristianos, reiterando las prohibiciones de sus predecesores cristianos sobre el sacrificio de animales, la adivinación y la apostasía, mientras permitía que se realizaran públicamente otras prácticas paganas y que los templos permanecieran abiertos. También expresó su apoyo a la preservación de los templos, pero no logró evitar algunos daños causados por fanáticos.
Existe evidencia de que Teodosio se cuidó de evitar que la población pagana del imperio, aún sustancial, se sintiera mal dispuesta hacia su gobierno. Quedando constancia del nombramiento por parte de Teodosio de un pagano moderado que asegurase protección a los templos en las provincias orientales, pero que tampoco buscase venganza contra los cristianos.
Durante su primera gira oficial por Italia (389–391), el emperador se ganó al influyente grupo de presión pagano del Senado romano al nombrar a sus principales miembros para importantes puestos administrativos, nombrado de entre ellos a Eutolmio Tatiano y Quinto Aurelio Símaco como cónsules.

#### Preservación de templos
Aunque comúnmente se haya tachado a Teodosio de "anti-pagano", permitiendo la destrucción de templos o incluso participando en esta, recientes descubrimientos arqueológicos han socavado esta opinión. La evidencia arqueológica de la destrucción violenta de templos en el siglo IV y principios del V en todo el Mediterráneo se limita a un puñado de sitios. La destrucción del templo está atestiguada en 43 casos en las fuentes escritas, pero solo 4 de ellos fueron confirmados por evidencia arqueológica.
De esos 43 casos, el más recordado es la destrucción del gigantesco Serapeum de Alejandría por fanáticos en 392, de acuerdo con las fuentes cristianas autorizada por Teodosio (extirpium malum), ha de verse en contraste con un complicado fondo de violencia menos espectacular en la ciudad: Eusebio menciona peleas callejeras en Alejandría entre bandas mixtas de cristianos y no cristianos ya en el año 249, y los no cristianos habían participado en las luchas por y en contra de Atanasio en 341 y 356. «En 363 mataron al obispo Jorge por actos repetidos de manifiesto escándalo, insulto y pillaje de los tesoros más sagrados de la ciudad».
Si bien se señala en 393 como el último año en que se celebraron los Juegos Olímpicos. Pero la evidencia arqueológica indica que todavía se llevaban a cabo algunos de estos Juegos pasada esa fecha. Según el clasicista Ingomar Weiler, hay razones para concluir que los Juegos Olímpicos continuaron después de Teodosio y terminaron bajo Teodosio II debido a la falta de presupuesto para su realización, pasando a mantenerse de forma privada en una menor escala. Dos escolios conectan el final de los juegos con un incendio que habría quemado el templo de Zeus Olímpico en 426, durante el reinado de este último.

#### Código Teodosiano
Según The Cambridge Ancient History, el Código de leyes de Teodosio (Decretos Teodosianos o Código Teodosiano) es un conjunto de leyes, originalmente fechadas desde Constantino hasta Teodosio I, que se reunieron, organizaron por tema y se reeditaron en todo el imperio entre 389 y 391. Los historiadores Jill Harris y Ian S. Wood explique que, en sus formas originales, estas leyes fueron creadas por diferentes emperadores y gobernadores para resolver los problemas de un lugar en particular en un momento en particular. No fueron concebidas como leyes generales.
Uno de los muchos problemas con el uso del Código de Teodosio como registro de la historia es descrito por los arqueólogos Luke Lavan y Michael Mulryan. Explican que se puede ver que el Código documenta la "ambición cristiana" pero no la realidad histórica. El siglo IV abiertamente violento que uno esperaría encontrar al tomar las leyes al pie de la letra no está respaldado por evidencia arqueológica de todo el Mediterráneo.
También hay que señalar la creciente influencia de Ambrosio, obispo de Milán, en dicho Código. Merece la pena destacar que en 390, Ambrosio había excomulgado a Teodosio, quien recientemente había ordenado la masacre de 7000 habitantes de Tesalónica, en respuesta al asesinato de su gobernador militar establecido en la ciudad, y que Teodosio llevó a cabo varios meses de penitencia pública. La excomunión fue temporal y Ambrosio no lo readmitiría hasta que Teodosio no mostró público arrepentimiento, con lo cual el obispo demostró su autoridad frente al emperador.

#### "Fin del paganismo"

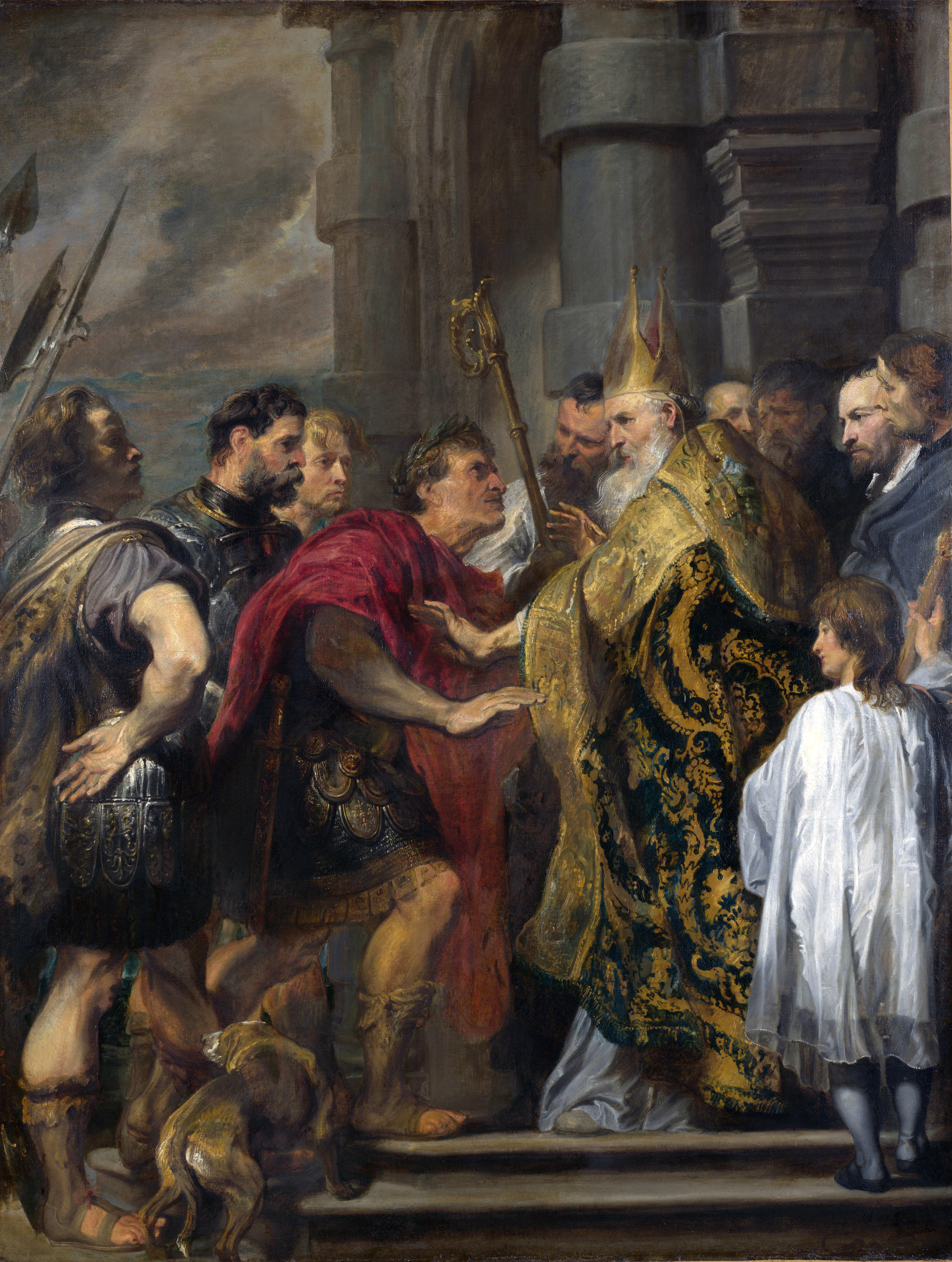
San Ambrosio y el emperador Teodosio, Anton van Dyck.

El historiador R. Malcolm Errington escribe que reconstruir las políticas religiosas de Teodosio I es más complejo de lo que pensaban los historiadores anteriores. La imagen de Teodosio como "el emperador más piadoso", que presidió el fin del paganismo a través de la aplicación agresiva de la ley y la coerción, una visión que, según Errington, "ha dominado la tradición histórica europea casi hasta el día de hoy", fue escrita por primera vez por Theodoret quien, en opinión de Errington, tenía la costumbre de ignorar los hechos y elegir "algunos elementos legislativos concretos". En los siglos posteriores a su muerte, Teodosio se ganó la reputación de campeón de la ortodoxia y vencedor del paganismo, pero los historiadores modernos ven esto más como una interpretación posterior de la historia por parte de escritores cristianos que como una historia real. Averil Cameron explica que, dado que los predecesores de Teodosio, Constantino (bautizado en el lecho de muerte por el arriano Eusebio), Constancio y Valente habían sido semiarrianos, le correspondió al ortodoxo Teodosio recibir de la tradición literaria cristiana la mayor parte del crédito por el triunfo final del cristianismo. Numerosas fuentes literarias, tanto cristianas como paganas, atribuyen a Teodosio –probablemente por error, posiblemente intencionadamente– iniciativas como la retirada de la financiación estatal a los cultos paganos (esta medida pertenece a Graciano) y la demolición de templos (para los que no existe evidencia en los códigos legales o arqueología).
El aumento de la variedad y abundancia de fuentes ha provocado la reinterpretación de la religión de esta época. Según Michele Salzman: "Aunque el debate sobre la muerte del paganismo continúa, los eruditos, en general, están de acuerdo en que la noción que alguna vez fue dominante del conflicto religioso pagano-cristiano no puede explicar completamente los textos y los artefactos o el contexto social, religioso y las realidades políticas de la Roma antigua tardía".
Los estudiosos coinciden en que Teodosio recopiló abundante legislación sobre temas religiosos y que continuó las prácticas de sus predecesores, prohibiendo los sacrificios con la intención de adivinar el futuro en diciembre de 380, emitiendo un decreto contra los herejes el 10 de enero de 381 y un edicto contra el maniqueísmo en mayo de ese mismo año. Harries y Wood comentaron: "El contenido del Código brinda detalles del lienzo, pero son una guía poco confiable, aisladamente, del carácter de la imagen en su conjunto". Las similitudes previamente infravaloradas en el lenguaje, la sociedad, la religión y las artes, así como la investigación arqueológica actual, indican que el paganismo declinó lentamente y que Teodosio I no lo derrocó por la fuerza en el siglo IV.
Maijastina Kahlos escribe que el Imperio del siglo IV contenía una amplia variedad de religiones, cultos, sectas, creencias y prácticas, y que generalmente coexistían sin incidentes, aunque ocasionalmente si hubo violencia, pero tales brotes fueron relativamente poco frecuentes y localizados. Jan N. Bremmer comentó que "la violencia religiosa en la Antigüedad tardía se limita principalmente a la retórica violenta: 'en la Antigüedad, no toda la violencia religiosa fue tan religiosa, y no toda la violencia religiosa fue tan violenta'".
La iglesia cristiana creía que la victoria sobre los "dioses falsos" había comenzado con Jesús y se completó con la conversión de Constantino; fue una victoria que tuvo lugar en el cielo, en lugar de en la tierra, ya que los cristianos eran solo entre el 15 y el 18 % de la población del imperio a principios de los años 300. Salzman indica que, como resultado de este "triunfalismo", el paganismo fue visto como vencido y, por lo tanto, la herejía era una prioridad más alta que el paganismo para los cristianos en los siglos IV y V.
Myles Patrick Lavan dice que los escritores cristianos le dieron a la narrativa de la victoria una gran visibilidad, pero que no necesariamente se correlaciona con las tasas de conversión reales. Hay muchas señales de que un paganismo saludable continuó hasta el siglo VI y, en algunos lugares, hasta el siglo VII y más allá. La arqueología indica que en la mayoría de las regiones alejadas de la corte imperial, el fin del paganismo fue gradual y no traumático. Peter Brown señala que incluso las comunidades judías vivieron un siglo de coexistencia seguro.
Si bien reconoce que el reinado de Teodosio puede haber sido un punto de inflexión en el declive de las antiguas religiones, Cameron resta importancia al papel de la 'copiosa legislación' del emperador como de efecto limitado, y escribe que Teodosio 'ciertamente no' prohibió el paganismo. En su biografía de Teodosio de 2020, Mark Hebblewhite concluye que Teodosio nunca se vio ni se promocionó como un destructor de los cultos antiguos; más bien, los esfuerzos del emperador para promover el cristianismo fueron cautelosos, 'dirigidos, tácticos y matizados', y tenían la intención de prevenir la inestabilidad política y la discordia religiosa.

## Muerte

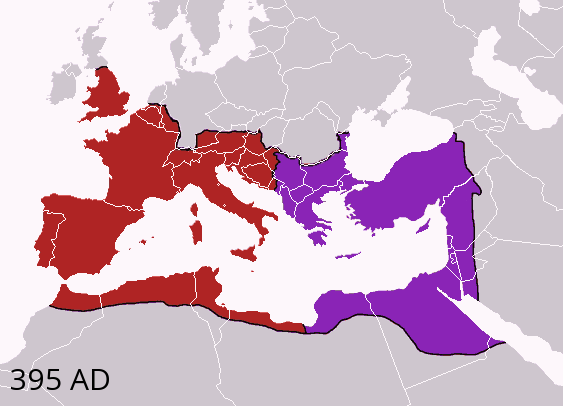
Partición del Imperio a su muerte en 395. En rojo la pars occidentalis, en violeta la pars orientalis. A lo largo de las fronteras del Imperio, las líneas negras corresponden a los limes.

Teodosio murió en Milán de un edema vascular el 17 de enero de 395. Ambrosio organizó su entierro en una finca de Milán y pronunció un panegírico titulado De Obitu Theodosii ante Estilicón y Honorio en el que detalló la supresión de la herejía y el paganismo. Sus restos mortales fueron trasladados definitivamente a Constantinopla el 8 de noviembre de 395. La Iglesia ortodoxa lo reconoce como santo.